# Dark Side of the Chant
Dark Side of the Chant is het elfde album van Gregorian en werd uitgebracht op 5 november 2010.

## Tracks
1. "O Fortuna" (Carl Orff)
2. "Stripped" (Depeche Mode)
3. "All I Need" (Within Temptation)
4. "Hell's Bells" (AC/DC)
5. "Born to Feel Alive" (Unheilig)
6. "Morning Dew" (Nazareth (band))
7. "My Heart Is Burning" (eigen nummer)
8. "Bring me to life" (Evanescence)
9. "Dark Side" (eigen nummer)
10. "Frozen" (Madonna)
11. "Black Wings" (eigen nummer)
12. "Lucifer" (The Alan Parsons Project)
13. "Dark Angel" (eigen nummer)